# Rund um Köln 2009
Il Rund um Köln 2009, novantatreesima edizione della corsa, valido come evento del circuito UCI Europe Tour 2009 categoria 1.HC, fu disputato il 13 aprile 2009 per un percorso di 205,5 km. Fu vinto dal danese Martin Pedersen, al traguardo in 5h 00' 40" alla media di 40,929 km/h.
Alla partenza erano presenti 89 ciclisti, di cui 63 portarono a termine la gara.

## Ordine d'arrivo (Top 10)
| Pos. | Corridore           | Squadra    | Tempo    |
| ---- | ------------------- | ---------- | -------- |
| 1    | Martin Pedersen     | Capinordic | 5h00'40" |
| 2    | Eric Baumann        | Sparkasse  | s.t.     |
| 3    | Mathias Belka       | LKT Team   | s.t.     |
| 4    | Piotr Osinski       | Mroz       | s.t.     |
| 5    | Matthias Brändle    | Elk Haus   | s.t.     |
| 6    | Bart Van Haaren     | Koga       | s.t.     |
| 7    | Rupert Probst       | RC ARBÖ    | s.t.     |
| 8    | Stefan Ganser       | Kuota Ind. | s.t.     |
| 9    | Patrick Gretsch     | Thüringer  | s.t.     |
| 10   | Alexander Gottfried | Kuota Ind. | s.t.     |